# Triprion
Triprion és un gènere de granotes de la família dels hílids que es troba a les regions costaneres del Pacífic mexicà, a la península de Yucatán i Guatemala.

## Taxonomia
- Triprion petasatus
- Triprion spatulatus
- Triprion spinosus